# Área urbana de West Yorkshire
Área urbana de West Yorkshire (West Yorkshire Urban Area em inglês) é um termo utilizado pelo Office for National Statistics (ONS) para referir-se a grande conurbação de West Yorkshire, Inglaterra em volta das cidades de Leeds, Bradford, Wakefield e Huddersfield. No entanto, exclui as cidades de Castleford, Halifax, Pontefract e Wetherby, que embora façam parte do condado de West Yorkshire, são consideradas de forma independente.

## Subdivisões urbanas
Segundo o ONS, a área urbana de West Yorkshire possui 1.499.465 habitante (censo 2001), o que a torna a quarta aglomeração mais populosa do Reino Unido. A ONS considera as seguintes divisões:
- Baildon
- Batley
- Bingley
- Bradford
- Brighouse
- Cleckheaton e Liversedge
- Dewsbury
- Guiseley/Yeadon
- Heckmondwike
- Holmfirth/Honley
- Horbury
- Horsforth
- Huddersfield
- Keighley
- Leeds
- Lofthouse/Stanley
- Menston
- Mirfield
- Morley
- Ossett
- Pudsey
- Queensbury
- Shelf
- Shipley
- Wakefield